# Малый повзрослел ч.1
«Малый повзрослел ч.1» — четвертий студійний альбом Макса Коржа, випущений 25 листопада 2016 року під лейблом «Respect Production». 24 лютого 2017 року було випущено кліп на трек «Малый повзрослел».

## Список пісень
| #         | Назва                     | Тривалість |
| --------- | ------------------------- | ---------- |
| 1.        | «Своё заберу»             | 2:32       |
| 2.        | «Малый повзрослел»        | 3:27       |
| 3.        | «Маклауд»                 | 2:58       |
| 4.        | «Стилево»                 | 1:50       |
| 5.        | «Без косяка»              | 2:42       |
| 6.        | «Крутой чел»              | 4:28       |
| 7.        | «Настоящий»               | 3:49       |
| 8.        | «Эмилия»                  | 3:26       |
| 9.        | «Мой друг»                | 3:33       |
| 10.       | «Бессонница (Zest Remix)» | 2:56       |
| 29 хвилин |                           |            |

## Критика
Портал The Flow помістив альбом на 5 сходинку рейтингу «33 кращих вітцизняних альбомов 2016», а сайт Rap.ru присвоїв альбому 4 місце в рейтингу «20 кращих російських альбомів 2016 року».

## Чарти
| Чарти (2016)         | Вища позиція |
| -------------------- | ------------ |
| Росія (iTunes Store) | 8            |

| Чарти (2017)      | Вища позиція |
| ----------------- | ------------ |
| Росія (ВКонтакте) | 25           |